# جعفر يوسف المخرق
جعفر يوسف محمد مكي المخرق (ولد في 1922 في فريج المخارقة، المنامة، البحرين - توفي في 14 مارس 2013 في البحرين) رجل أعمال بحريني.

## النشأة والتعليم
ولد المخرق في العام 1922 في فريج المخارقة بالعاصمة البحرينية المنامة.
في سن الخامسة من عمره دخل المطوع لدراسة القرآن الكريم. بعدها بعام التحق بمدرسة إبراهيم العريض الأهلية لغاية العام 1934 بعد أن أكمل المرحلة الابتدائية.

## المسيرة المهنية
من مؤسسي نادي العروبة في العام 1938 وعضو شرف فيه لغاية وفاته. في أواخر الثلاثينات بدأ مشواره العملي بالتجارة بافتتاح دكان لبيع المواد الغذائية لمدة 3 سنوات. بعدها التحق للعمل في دائرة الكهرباء لغاية العام 1947. في العام نفسه توظف في وزارة الصحة بوظيفة أمين مخازن وعمل فيها لغاية العام 1979. في العام 1957 كان من ضمن أول المجموعات التي أرسلتها وزارة الصحة إلى المملكة المتحدة لحضور دورة في الإدارة. في العام 1966 كان من ضمن أول بعثة حج طبية إلى الديار المقدسة.
بعد التقاعد استمر في العمل في القطاع الخاص وأسس صيدلية المخرق ثم فتح محل للمفروشات وبعدها عمل في مجال العقارات.

## الحياة الشخصية
متزوج وله عشرة أبناء.

## الوفاة
توفي المخرق في يوم الخميس 14 مارس 2013 2 جمادى الأولى 1434 هجرية عن عمر ناهز 91 عام.